# موتولا
موتولا (بالإيطالية: Mottola)‏ هي بلدية في مقاطعة تارانتو في إقليم بوليا الإيطالي.

## السكان
في سنة 1595 بلغ عدد السكان 820 نسمة، وتطور العدد ليصل في سنة 2012 لـ 16٬145 نسمة.
يظهر هذا المخطط البياني تطور النمو السكاني لـ موتولا